# Esther Bejarano

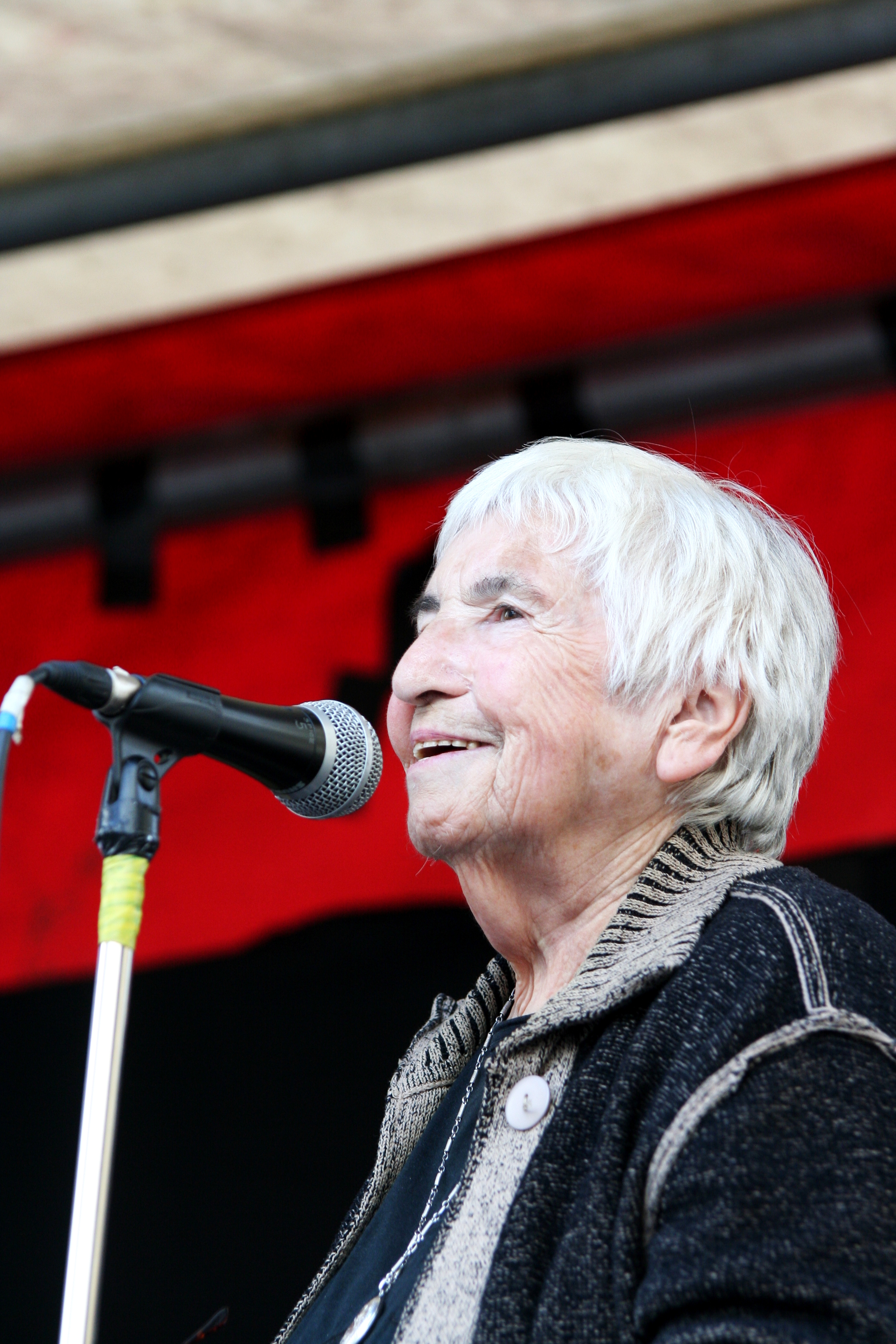
Esther Bejarano bei einer Kundgebung in Berlin-Köpenick gegen die rechtsextreme NPD, 2009

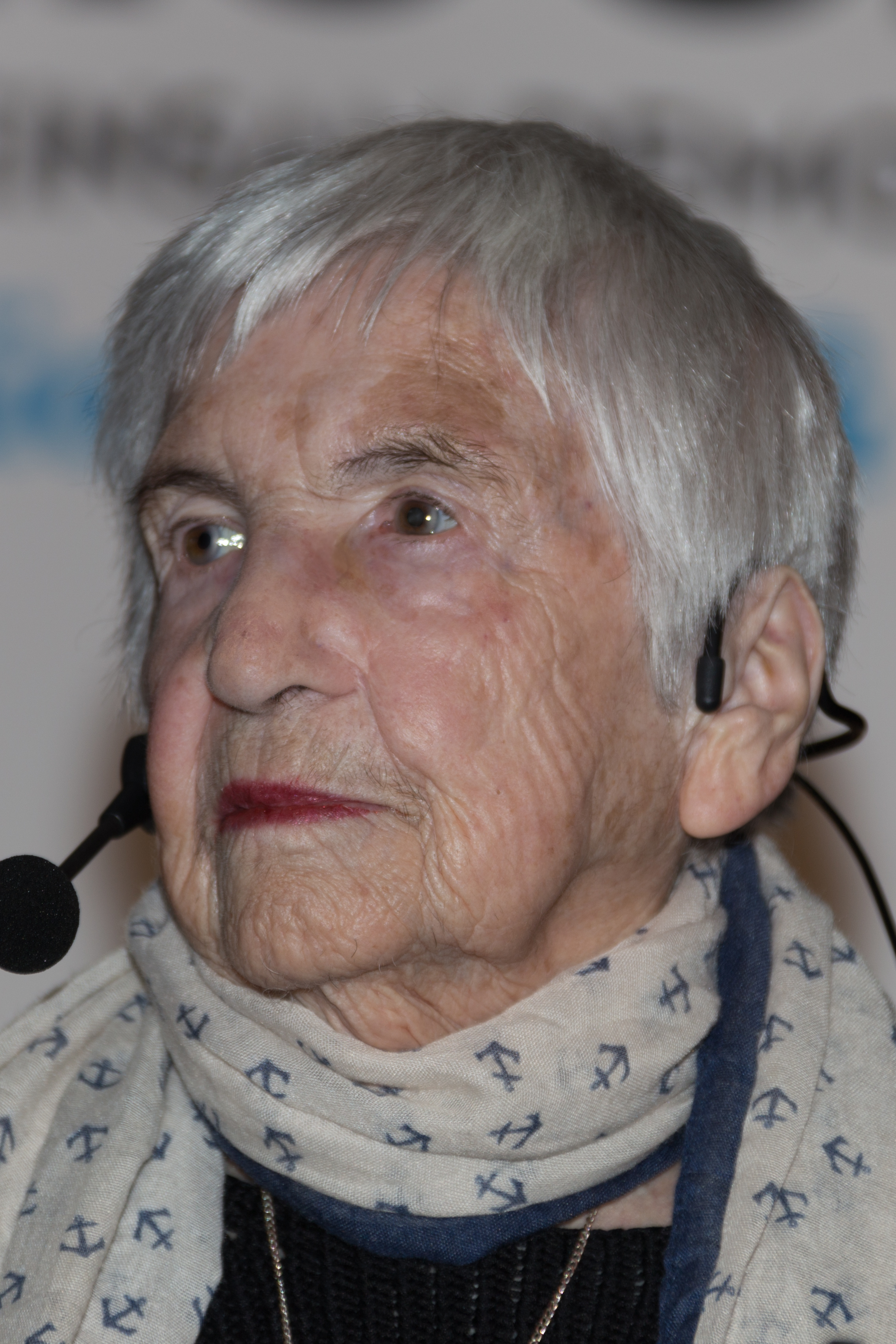
Esther Bejarano, 2018

Esther Bejarano (geboren als Esther Loewy am 15. Dezember 1924 in Saarlouis; gestorben am 10. Juli 2021 in Hamburg) war eine deutsche jüdische Überlebende des KZ Auschwitz-Birkenau. Mit Anita Lasker-Wallfisch und anderen spielte sie im Mädchenorchester von Auschwitz. Einige Jahre nach ihrer Befreiung durch die Alliierten, Emigration nach Israel und Rückkehr nach Deutschland engagierte sie sich in der Vereinigung der Verfolgten des Naziregimes. Sie trat bis zu ihrem Tod noch aktiv im Internationalen Auschwitz-Komitee und als Sängerin auf, ab 2009 vor allem mit der Rapgruppe Microphone Mafia aus Köln. Esther Bejarano schrieb u. a. mehrere autobiografische Romane. 2013 erschien im Hamburger Laika-Verlag ihre Biografie Erinnerungen. Vom Mädchenorchester in Auschwitz zur Rap-Band gegen rechts, die autobiografische Kapitel enthält, aber auch ein Interview mit Antonella Romeo.

## Leben

### Kindheit und Jugend
Esther Loewy wurde als Tochter des aus Freienwalde stammenden Kantors und Lehrers Rudolf Loewy (1893–1941) und der aus Thüringen stammenden Lehrerin Margarete Loewy, geb. Heymann (1896–1941), in Saarlouis geboren. Ihr Vater war als Sohn des Juden Max Loewy und dessen nichtjüdischer Frau jüdisch erzogen worden. Er hatte Musik in Berlin studiert, konnte aufgrund einer Handverletzung im Ersten Weltkrieg jedoch die Pianistenkarriere nicht weiter verfolgen. Ihre Mutter war seine Klavierschülerin gewesen, die er 1916 heiratete. Esther war das Jüngste von fünf Geschwistern, wobei der jüngste Bruder Georg (*/† 1922) noch vor ihrer Geburt von einer Haushaltshilfe mit Essigessenz vergiftet wurde. 1925 zog die Familie innerhalb des damals vom Deutschen Reich abgetrennten Saargebietes nach Saarbrücken, da ihr Vater dort eine Stelle als Oberkantor angenommen hatte. Außerdem unterrichtete er an einigen Oberschulen jüdische Religion. Eine enge Bindung entwickelte sie zu ihrem Kindermädchen Katharina Schäfer, genannt Kätchen.
Der Vater weckte früh ihr Interesse für Musik und sie lernte Klavierspielen. Bejarano beschrieb ihre Kindheit später als unbeschwert:

„Wir haben früher ein wirklich schönes Leben gehabt in den jüdischen Gemeinden. Mein Vater war Kantor. Wir haben einen koscheren Haushalt geführt, obwohl meine Familie sehr liberal war. Mit der Religion habe ich nichts zu tun. Aber kulturell hat mir das Aufwachsen in einem jüdischen Elternhaus viel gebracht. Die Liebe zur Musik; ich bin nicht zufällig Sängerin geworden.“

1934 begannen im Saargebiet die ersten antisemitischen Vorfälle. Nach dessen Rückgliederung in das Deutsche Reich als Ergebnis der Saarabstimmung im Jahr 1935 waren schnell auch im Haushalt Loewy die ersten Repressionen bemerkbar. Katharina Schäfer durfte nicht mehr bei der Familie wohnen bleiben, betreute sie aber noch weiter bis zum sogenannten „Blutschutzgesetz“, das „arischen“ Dienstmädchen unter 45 Jahren untersagte, für jüdische Familien zu arbeiten. Die jüdische Gemeinde in Saarbrücken begann zu schrumpfen, immer mehr Juden flohen aus dem Deutschen Reich. Rudolf Loewy, der sich selbst als Patriot sah und im Ersten Weltkrieg als Soldat gedient und das Eiserne Kreuz, 1. Klasse erhalten hatte, hielt den Antisemitismus und den Nationalsozialismus zunächst nur für eine Phase und blieb deshalb mit seiner Familie in Deutschland. 1936 entschied er sich jedoch für einen Umzug nach Ulm, wo er eine neue Stelle als Kantor fand.
In der Nähe von Ulm besuchte Esther Loewy das Jüdische Landschulheim Herrlingen. Im jüdischen Kulturbund hatte sie mehrere Auftritte, sie sang und steppte wie Shirley Temple, sang aber auch deutsche Schlager und jüdische Lieder. 1937 wanderten die beiden ältesten Geschwister aus: ihr Bruder Gerhard (1916–1991) in die USA, die ältere Schwester Tosca (1918–2001) nach Palästina. Auch ihre zweite Schwester Ruth (1920–1942) ging ein Jahr später in ein Vorbereitungslager für eine Auswanderung nach Palästina. Damit blieb Esther Loewy alleine bei ihren Eltern, die nach Neu-Ulm zogen.
Nach der Reichspogromnacht am 9. November 1938 verlor ihr Vater endgültig die Hoffnung auf eine Verbesserung der politischen Lage. Er wurde verhaftet, entkam einer Überweisung in das Konzentrationslager Dachau aber, da er als „Halbjude“ galt, und wurde drei Tage später aus dem Gefängnis entlassen. Nun bereitete er seine Familie auf eine schnelle Ausreise vor. Er bewarb sich in Zürich, wurde jedoch abgelehnt, da er als Sohn einer nichtjüdischen Mutter nicht als Jude akzeptiert wurde. Ohne Ersparnisse blieb die Familie zunächst in Ulm. Esther Loewys Schule wurde geschlossen und sie musste in die jüdische Volksschule wechseln. Dort war ihr Vater Lehrer, was die familiäre Beziehung belastete. Schließlich wurde ihr Vater nach Breslau versetzt. Esther Loewy kam nach Berlin und besuchte dort zunächst die Jugend-Aliah-Schule, anschließend das zionistische Vorbereitungslager für eine Auswanderung nach Palästina „Gut Winkel“ bei Spreenhagen, das der Jewish Agency for Israel gehörte. Als dieses geschlossen wurde, kam sie in ein weiteres Lager nach Ahrensdorf.
Der Kriegsbeginn verhinderte eine Ausreise. Im Juni 1941 wurden alle Auswanderungslager geschlossen und Loewy kam ins Landwerk Neuendorf, wo sie als Zwangsarbeiterin in einem Fleurop-Blumenladen in Fürstenwalde arbeiten musste. Diese Zeit betrachtete sie später trotz der zahlreichen Einschränkungen als schön. Ihre Arbeitgeber behandelten sie gut, zudem führte sie ihre erste ernsthafte Beziehung.
Ihre Eltern wurden im November 1941 in Kowno von den Nationalsozialisten ermordet, ihre Schwester Ruth, die in die Niederlande geflohen war, nachdem die Ausreise nach Palästina unmöglich geworden war, im Dezember 1942 in Auschwitz. Zur Ermordung ihrer Eltern sagte sie später in einem Interview:

„Ich wusste zunächst nicht, wie meine Eltern umgekommen sind; ich habe es erst später erfahren. Ich fand ihre Namen in einem Buch, in dem die Transporte von Breslau nach Kowno aufgelistet waren. Die Nazis haben ja ihre Verbrechen bürokratisch festgehalten. Und wenn ich mir vor Augen führe, dass meine Eltern sich in einem Wald nackt ausziehen mussten, man sie mit anderen Opfern in einer Reihe aufgestellt, dann einfach abgeknallt hat und sie dann in einen Graben gefallen sind – das ist für mich das Schlimmste und viel grauenhafter als all das, was ich in Auschwitz erlebt habe.“

### Mädchenorchester von Auschwitz
Kurz darauf verschärften sich auch die Zustände im Landwerk Neuendorf sowie die Bestimmungen für die Arbeit im Blumengeschäft, wo sie nur noch im Lager arbeiten durfte. Im April 1943 wurde das Arbeitslager geschlossen und sie kam in das Berliner Sammellager in der Großen Hamburger Straße. Von dort wurde sie am 20. April 1943 nach Auschwitz deportiert. Dort erhielt sie die Häftlingsnummer 41948, die ihr tätowiert wurde. In den 1980ern ließ sie sich die Tätowierung entfernen. In Auschwitz musste sie in einem Arbeitskommando Steine schleppen. Für einige Blockälteste trug sie Lieder von Schubert, Mozart oder Bach vor und erhielt so zusätzliche Essensrationen. Die Blockältesten schlugen sie daher für das im Aufbau befindliche Mädchenorchester von Auschwitz vor. Sie wurde als Akkordeonspielerin verpflichtet, da es kein Klavier gab. Die Anordnung der Tasten auf der rechten Seite des Akkordeons waren wie beim Klavier, die mit den Knöpfen auf der linken Seite zu spielenden Bässe waren ihr allerdings fremd. Hilfreich war der Knopf, der mit C-Dur markiert war, da sie daraus die anderen Bässe ableiten konnte. Innerhalb weniger Minuten lernte sie, Akkordeon zu spielen, ohne jemals ein solches Instrument vorher in der Hand gehabt zu haben, und so spielte sie auf Anhieb beim Vorspielen den Schlager Bel Ami. Esther Loewy gehörte zur ersten Besetzung mit unter anderem Hilde Grünbaum und Sylvia Wagenberg unter der ersten Dirigentin Zofia Czajkowska sowie unter Alma Rosé. Das Orchester musste u. a. zum täglichen Marsch der Arbeitskolonnen durch das Lagertor spielen. Für Esther Loewy bedeutete das Orchester Verschonung von der Zwangsarbeit sowie eine bessere Versorgung mit Essen und Kleidung. In der Darstellung des Orchesters widerspricht sie in vielen Punkten der Beschreibung von Fania Fénelon in deren autobiografischem Roman. So sprach sie von einer großen Solidarität unter den „Mädchen“ und auch innerhalb des Lagers. Zudem gab sie an, das Orchester habe auch bei den Selektionen an den Rampen gespielt.
Esther Loewy erkrankte anschließend an Bauchtyphus und wurde auf die Krankenstation verlegt. Auf Betreiben des SS-Hauptscharführers Otto Moll wurde sie in die christliche Krankenstation verlegt, wo sie eine bessere Versorgung erhielt und deshalb wieder gesundete. Als sie nach vier Wochen zurückkam, war ihr Platz als Akkordeonspielerin jedoch belegt; so wechselte sie an die Blockflöte. Sie erkrankte kurz darauf an Keuchhusten und anschließend an Avitaminose. Nach einem halben Jahr im Orchester wurden Juden mit „arischem Blut“ in Auschwitz gesucht, Loewy meldete sich und wurde als „Viertelarisch“ anerkannt. Sie wurde zusammen mit etwa 70 anderen Frauen im November 1943 ins KZ Ravensbrück verlegt.

### KZ Ravensbrück und Befreiung
In Ravensbrück erhielt sie die Häftlingsnummer 23139. Sie wurde zunächst vier Wochen unter Quarantäne gestellt und dann in einen der regulären Blöcke verlegt. Dort wurde sie als Zwangsarbeiterin im Siemenslager Ravensbrück verpflichtet, wo sie Montagearbeiten durchführen musste. In ihren Erinnerungen gibt sie an, dort auch Sabotage unternommen zu haben, indem sie bewusst die Schalter falsch zusammenbaute.
Nach zwei Jahren Arbeit wurde sie im Januar 1945 arisiert, das heißt, ihr wurde der Judenstern abgenommen und sie erhielt einen roten Winkel, der eigentlich die politischen Gefangenen kennzeichnete. So konnte sie sich die Zeit des Endkampfs erträglicher gestalten. Sie durfte Essenspakete und Kleidung erhalten und hatte mehr Freiheiten im Lager.
Als die Alliierten immer näher rückten, war Loewy gezwungen, an den berüchtigten Todesmärschen von KZ-Häftlingen teilzunehmen. Von Ravensbrück ging es zum KZ-Außenlager Malchow und dann weiter von der Front weg. Zwischen Karow und Plau am See konnte sie zusammen mit Freundinnen fliehen. Am 3. Mai 1945 erlebte sie in Lübz die Befreiung durch US-amerikanische Truppen. Dann kam sie nach Lüneburg in ein Displaced Persons Camp und suchte nach Möglichkeiten, aus Deutschland auszureisen. Der Weg führte sie zunächst nach Bergen-Belsen, wo sie auch erfuhr, dass ihre Eltern ermordet worden waren. Lebende Verwandte konnte sie in Deutschland nicht finden. Zusammen mit Freundinnen trampte sie nach Frankfurt am Main und recherchierte dort die Adresse ihres Bruders, der in der US-amerikanischen Armee gekämpft hatte, verwundet worden war und nun in den Vereinigten Staaten lebte. Ihre Schwester Tosca hatte ebenfalls den Krieg überlebt und war in Palästina ansässig. So entschloss sie sich zur Ausreise.
Sie lebte danach einige Wochen mit etwa 70 anderen KZ-Überlebenden, darunter auch Karla Wagenberg, einem weiteren Mitglied des Mädchenorchesters von Auschwitz, auf dem Gehringshof bei Fulda. Der Gehringshof wurde von seinen Bewohnern auch Kibbuz Buchenwald genannt und diente der Vorbereitung auf die Auswanderung.

### Israel
Mitte August 1945 reiste Esther Loewy nach Palästina aus. Mit dem Zug fuhr sie zunächst nach Marseille. Dort bekam sie gefälschte Papiere, die ihr die Reise erleichterten. Am 15. September 1945 kam sie in Haifa an. Von dort kam sie in das Aufnahmelager Atlit. Nach mehrtägiger Quarantäne wurde sie von ihrer Schwester Tosca abgeholt, die sie zunächst in ihrer kleinen Wohnung in Sch’chunat Borochov unterbrachte. Anschließend ging sie in den Kibbuz Afikim, wo sie drei Monate lang lebte. Dort wollte sie ein Gesangsstudium beginnen, doch da sie nicht zwei Jahre warten wollte, kehrte sie nach Borochov zurück und begann, in einer Zigarettenfabrik zu arbeiten. Dort arbeiteten aber auch mehrere Anhänger der radikal-zionistischen Gruppe Lechi, mit der sie nichts zu tun haben wollte. So kündigte sie und arbeitete als Kinderpflegerin. Kurz darauf konnte sie ihr Gesangsstudium in Tel Aviv bei Emma Gillis und später bei Konrad Mann beginnen. Nach der zweijährigen Ausbildung schloss sie sich dem Arbeiterchor Ron an. 1947 trat sie zusammen mit dem Chor bei den 1. Weltfestspielen der Jugend und Studenten in Prag auf. Dort belegte der Chor den dritten Platz im Wettbewerb. Danach folgte ein vierwöchiger Aufenthalt in Paris.
1948 wurde sie zum Militärdienst eingezogen und in Jaffa stationiert. Während des Unabhängigkeitskriegs trat sie in Soldatencamps auf. Auf Grund der Nähe zu Tel Aviv musste sie ihre Gesangsstunden nicht unterbrechen. 1949 wurde sie von der Armee beurlaubt, um bei den 2. Weltfestspielen der Jugend und Studenten, diesmal in Budapest, mit dem Arbeiterchor aufzutreten. Nach einer Beziehung mit einem Mitglied des Chores lernte sie ihren späteren Mann Nissim Bejarano kennen.
Nach dem Ausscheiden aus dem Militärdienst versuchte sie sich als Sängerin, doch ihr Verdienst reichte kaum aus. Daher jobbte sie nebenher als Kellnerin. Sie versuchte, dem Künstlerverband von Israel beizutreten, doch der Zugang blieb ihr auf Grund ihrer Tätigkeit für den Arbeiterchor, der auch kommunistische Lieder sang, bis auf weiteres verwehrt.
Die Beziehung zu Nissim Bejarano verlief glücklich und die beiden heirateten am 23. Januar 1950. Esther Loewy nahm seinen Namen an. Die Familie zog zunächst nach Ramat ha-Chajal, dann nach Beʾer Scheva. Am 16. Mai 1951 kam ihre Tochter Edna und am 2. Dezember 1952 ihr Sohn Joram zur Welt. Von da an war sie zunächst vor allem als Hausfrau und Mutter gefordert, da ihr Mann als Lastwagenfahrer viel unterwegs war.
Als die Kinder älter wurden, begann sie, als Musiklehrerin zu arbeiten, zunächst im Kindergartenbereich, dann mit eigener Blockflötenschule, später im Schulunterricht einer Mittelschule. Ihr Mann verlor seine Stellung als Fernfahrer wegen seines gewerkschaftlichen und kommunistischen Engagements. Er wurde 1956 wieder in die Armee eingezogen und diente im Sinaikrieg. Dort entstand sein Entschluss, nie wieder in den Krieg zu ziehen. Gleichzeitig bekam Esther Bejarano das Klima in Israel nicht. Sie hatte Kopfschmerzen und wenig Appetit. So beschlossen die beiden, mit den Kindern auszuwandern. Zunächst verbrachten sie Urlaub in Italien, dann kehrte Bejarano mit ihrer Familie in die Bundesrepublik Deutschland zurück. Die Reise finanzierte sie über eine Wiedergutmachungszahlung, die sie auf Grund ihrer KZ-Haft erhalten hatte.
Eine andere Begründung für ihre Rückkehr nach Deutschland lag in ihrer Ablehnung der israelischen Politik gegenüber den Palästinensern. Später stand sie auch der in Deutschland umstrittenen BDS-Bewegung nah. Auf Kritik an ihrem Engagement entgegnete sie auf der Konferenz Zeit der Verleumder im Jahre 2018: „Ich habe nicht das Vernichtungslager Auschwitz, das KZ Ravensbrück und den Todesmarsch überlebt, um jetzt von sogenannten ‚Antideutschen‘ und Konsorten als Antisemitin beschimpft zu werden.“

### Hamburg
Nach einem Kurzaufenthalt in Saarbrücken und Saarlouis kamen sie am 1. Juni 1960 in Hamburg an und ließen sich dort nieder. Nach einigen Jahren, in denen sich die Familie beruflich finden musste und in denen sie unter anderem eine Wäscherei und eine Diskothek leiteten, eröffnete Esther Bejarano eine Boutique in Hamburg und ihr Mann arbeitete als Feinmechaniker. Die Tochter Edna Bejarano war von 1970 bis 1973 Sängerin der deutschen Rockgruppe The Rattles.

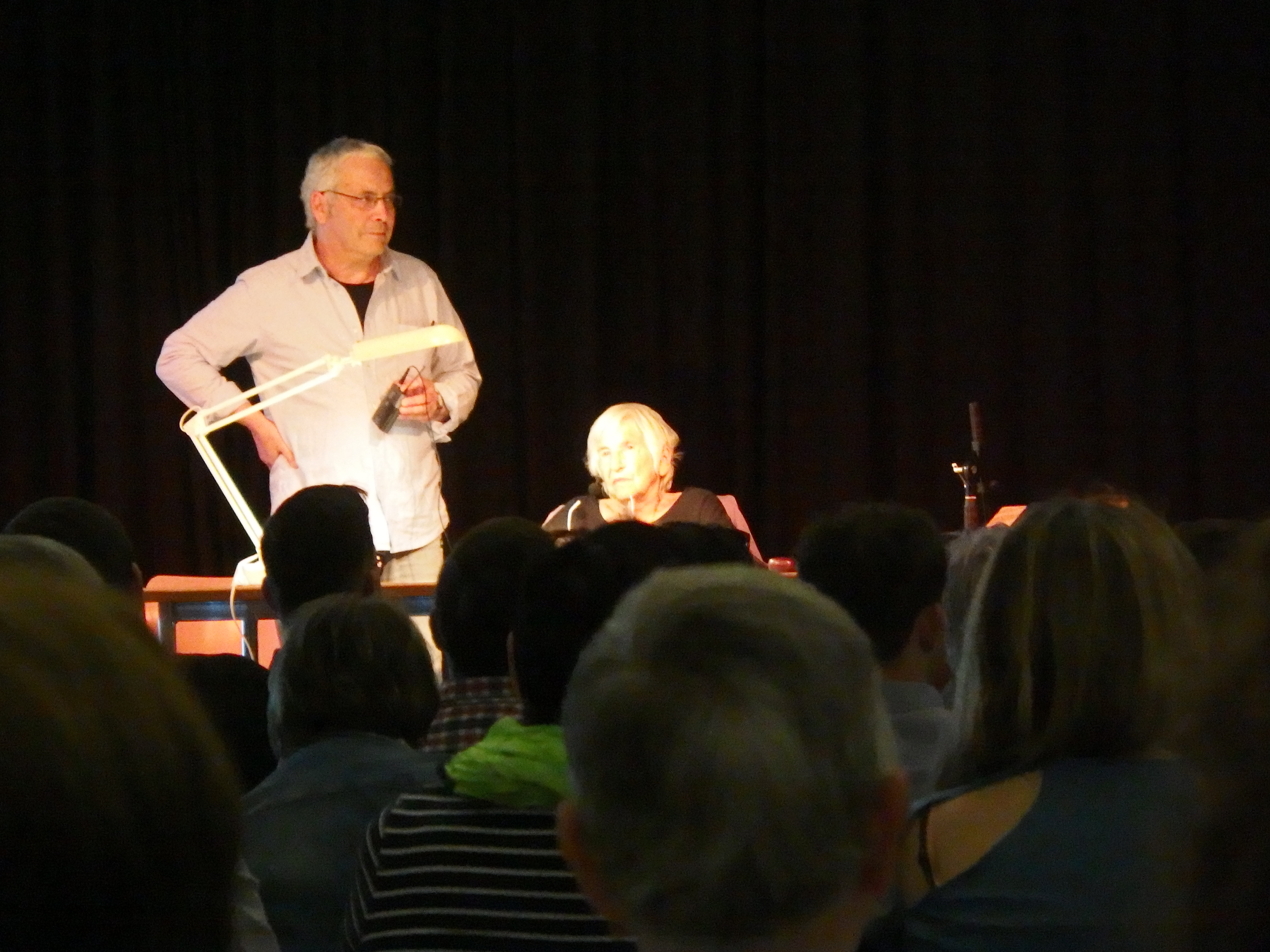
Joram Bejarano (links) und Esther Bejarano

In den Jahren in der Boutique erwachte auch ihr politisches Bewusstsein wieder. Sie begann ihre eigene Geschichte zu erforschen und ihr Leben zu dokumentieren. Außerdem schloss sie sich der Vereinigung der Verfolgten des Naziregimes – Bund der Antifaschistinnen und Antifaschisten (VVN-BdA) an. Seit 2008 war sie Ehrenvorsitzende der VVN-BdA. In den 1980ern begann sie, sich intensiver zu engagieren. So trat sie im September 1982 als eine der zweihundert Künstler für den Frieden im Bochumer Ruhrstadion auf. Unter anderem Harry Belafonte beteiligte sich an diesem Konzert. Neben ihm ist sie auf einem Foto der LP-Version zu sehen. Weitere Künstler waren Hannes Wader, Udo Lindenberg und Franz-Josef Degenhardt. Auf der Doppel-LP ist sie mit dem jiddischen Lied Dos Kelbl zu hören sowie zusammen mit Donata Höffer und Eva Mattes mit den Stücken Sog nischt kejnmal und Lied von der Soija, bei letzterem zusätzlich mit Angela Winkler.
1986 gründete Esther Bejarano das Auschwitz-Komitee für die Bundesrepublik Deutschland, das sich jeden Samstag in ihrer Wohnung traf. Das Komitee, das heute noch existiert, sieht sich dem Schwur von Buchenwald verpflichtet. Es organisiert Bildungsreisen in Konzentrationslager, Zeitzeugengespräche in Schulen und Veranstaltungen gegen das Vergessen. Das Auschwitz-Komitee veröffentlichte auch ihre Biografie Wir leben trotzdem: Esther Bejarano. Vom Mädchenorchester in Auschwitz zur Künstlerin für den Frieden. Als Autorin ist neben Bejarano auch Birgit Gärtner angegeben.
1987 veröffentlichte sie die LP S dremlen Feigl ojf di Zwajgn/Vögel träumen auf den Zweigen (Lieder aus dem Widerstand) beim Label MMG. Bei den Begleitmusikern handelt es sich um die Musikgruppe Siebenschön, die sie Mitte der 1980er mitgründete. Mit dieser Gruppe trat sie 1987 in Vancouver auf. Ein Jahr später gründete sie gemeinsam mit Tochter Edna und Sohn Joram die Gruppe Coincidence mit Liedern aus dem Ghetto und jüdischen sowie antifaschistischen Liedern. 1995 trat die Gruppe vor dem deutschen Bundestag auf Betreiben der Grünen-Politikerin Antje Vollmer am Auschwitz-Gedenktag auf. Im gleichen Jahr erschien das Album Lider fars Lebn – Lieder für das Leben im Oktave Musikverlag Hamburg.
1994 wurde Esther Bejarano mit der Biermann-Ratjen-Medaille ihrer Heimatstadt Hamburg ausgezeichnet.
Esther Bejaranos Mann verstarb 1999 nach längerer Krankheit. Er litt jahrelang an der Parkinson-Krankheit; Bejarano hatte ihn lange gepflegt.
Am 31. Januar 2004 nahm Bejarano in Hamburg an einer Demonstration gegen einen Nazi-Aufmarsch teil, wo die Polizei nach Angaben Bejaranos mit einem Wasserwerfer direkt auf den Wagen zielte, in dem die damals 79-Jährige saß. 2006 gehörte sie zu den Unterstützern der „Berliner Erklärung“ der Initiative Schalom 5767 – Frieden 2006, die für eine andere Palästina-Politik eintritt.
2008 nahm Bear Family das Lied Treblinka in ihre Anthologie-CD-Box Sol Sajn – Jiddische Musik in Deutschland und ihre Einflüsse (1953–2009) auf.
Auf einer Pressekonferenz der Lampedusa-Flüchtlinge 2013 in Hamburg bezeichnete sie die Polizeiaktionen gegen die Flüchtlinge in Hamburg als „Schande für die Stadt“. Die Personenkontrollen von Afrikanern seien ebenso „unmenschlich und inakzeptabel“ wie die gesamte europäische Asylpolitik.
2015 war sie Teil der Spiegel-Serie Die letzten Zeugen, die Gespräche mit Überlebenden von Auschwitz dokumentierte.
2017 wurde sie von der DKP, deren Mitglied sie war, als Bundestagskandidatin aufgestellt, zog ihre Kandidatur jedoch später zurück.

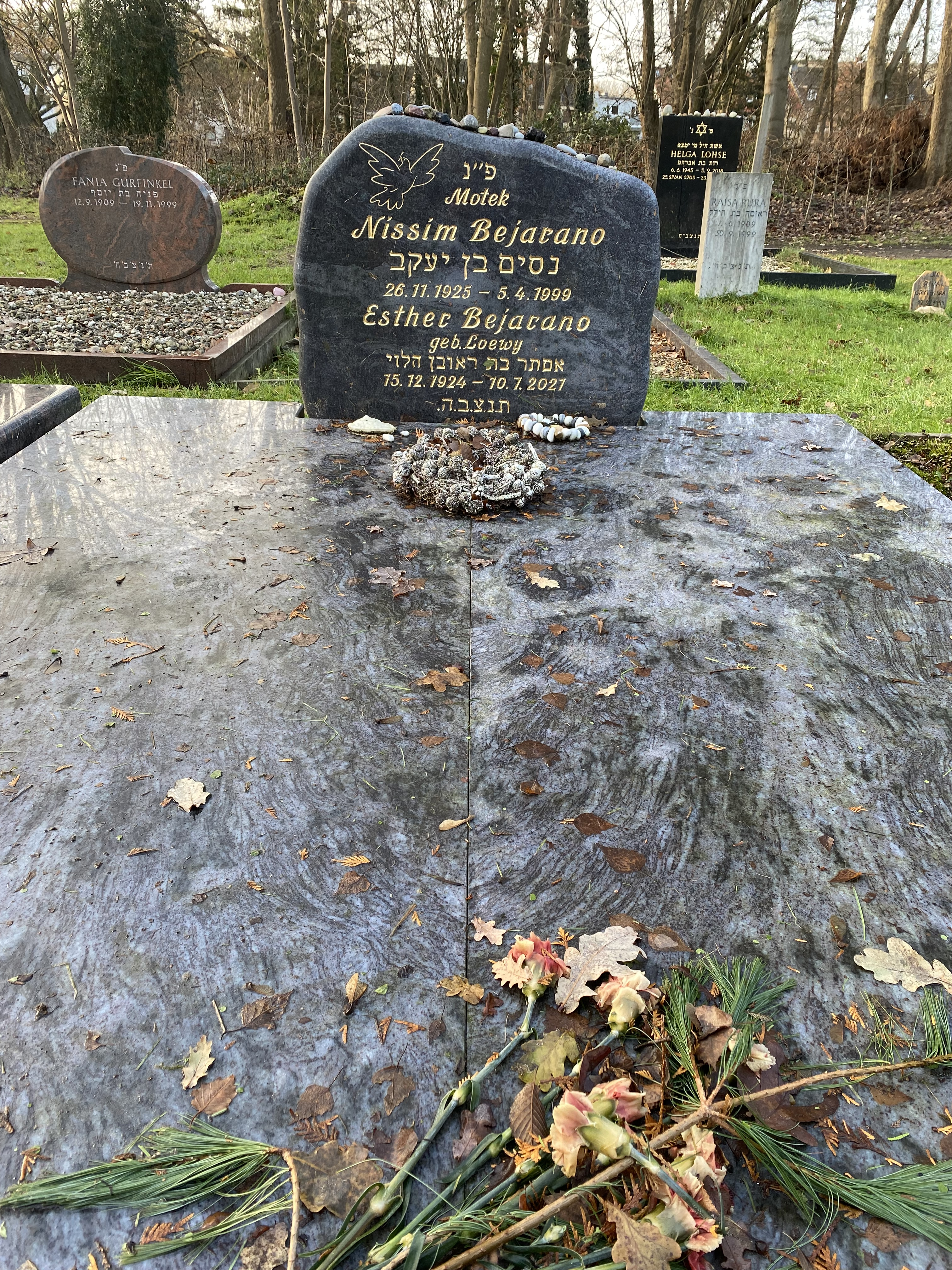
Grabstätte auf dem Jüdischen Friedhof Ohlsdorf

2018 trat sie bei Anne Will anlässlich des Auschwitz-Gedenktages auf und berichtete über ihre Erlebnisse in Auschwitz und Ravensbrück. Im gleichen Jahr reagierte sie auf die Diskussion um das Lied 0815 von Kollegah und Farid Bang, die nach der Echo-Verleihung 2018 aufflammte. Sie kritisierte die Textzeile Mein Körper definierter als von Auschwitzinsassen als „geschmacklos und verhöhnend“. Im Anschluss entschuldigte sich Farid Bang und bot an, ein gemeinsames Lied aufzunehmen, was Bejarano aber ausschlug.
Im Juni 2018 erschien das Musiktheaterstück Die Kinder der toten Stadt – Musikdrama gegen das Vergessen als Musik-Hörspiel und Album. In Anlehnung an ihre eigene Biografie als Mitglied des Auschwitz-Orchesters übernahm Esther Bejarano hier die Sprechrolle der Pianistin. Ziel des Projekts sind Aufführungen an Schulen, um über die Musik alternative didaktische Ansätze im Sinne der Erinnerungskultur anzubieten.
Die Arbeitskammer des Saarlandes lobte im Rahmen ihres Projektes „Erinnert Euch!“ den Esther-Bejarano-Preis aus. Er richtet sich an Jugendliche, die sich in kurzen Filmclips mit Themen der Erinnerungsarbeit auseinandersetzen sollen. Er ist mit insgesamt 3000 Euro dotiert und wird von einer Jury unter der Leitung von Tarek Ehlail vergeben.
Auf dem XVIII. regulären Kongress der Fédération Internationale des Résistants (FIR) 2019 in Reggio Emilia wurde sie zum Mitglied des Ehrenpräsidiums gewählt.
Bei einem ihrer letzten öffentlichen Auftritte am 3. Mai 2021 bekräftigte sie ihre Forderung, dass der 8. Mai in Deutschland ein Feiertag werden solle.

### Tod
Am 10. Juli 2021 teilten ihre Familie und das Auschwitz-Komitee Bejaranos Tod mit. Ihre Familie, ihre Freundinnen und Freunde seien in den letzten schweren Tagen bei ihr gewesen. Bundesaußenminister Heiko Maas sprach vom Verlust einer wichtigen Stimme „im Kampf gegen Rassismus und Antisemitismus“. Hamburgs Bürgermeister Peter Tschentscher würdigte Bejarano als außergewöhnliche Bürgerin, die sich bis ins hohe Alter für das Gemeinwohl engagiert habe. Sie ruht auf dem Jüdischen Friedhof Ilandkoppel in Hamburg-Ohlsdorf.
Nach ihrem Tod erbte das „Jugend- und Stadtteilhaus Tesch“ in Hamburg-Altona einen großen Teil ihrer Bücher und Schallplattensammlung und baute daraus die Esther-Bejarano-Gedenkbibliothek auf.
Den persönlichen Nachlass mit schriftlichen Dokumenten, Briefen, Fotos, Ton- und Videomaterial übergab die Familie Bejarano dem Archiv der Forschungsstelle für Zeitgeschichte in Hamburg (FZH). Dort steht er, nach Abschluss der durch die Hamburger Kulturbehörde geförderten Erschließung, zur wissenschaftlichen Benutzung zur Verfügung.

### Album und Konzerte mit Microphone Mafia

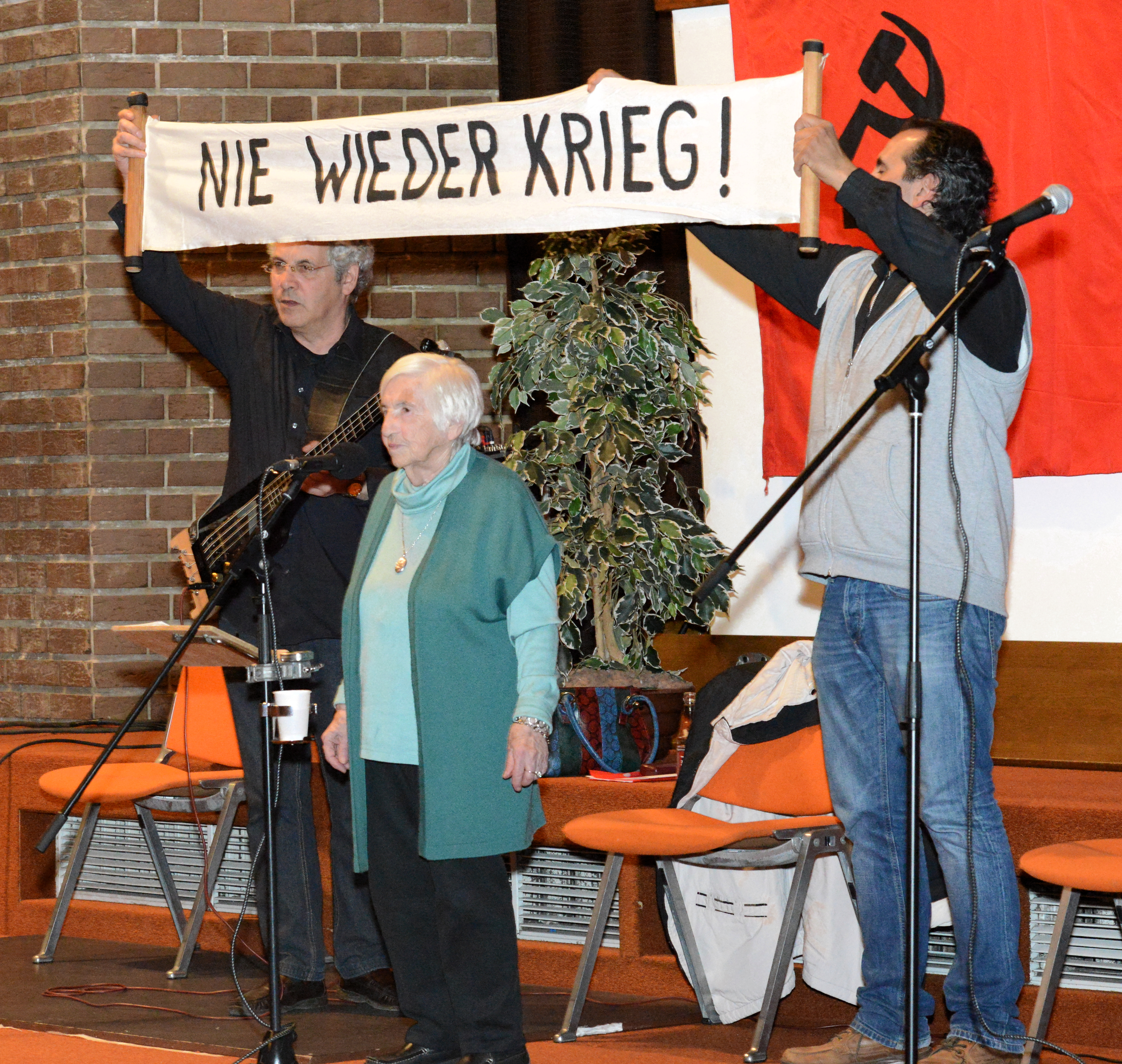
Esther Bejarano mit Sohn Joram und Kutlu Yurtseven 2015

Nach ersten Kontakten mit der Kölner Hip-Hop-Band Microphone Mafia im Juni 2009 wurde 2012 das gemeinsame Album Per La Vita (Für das Leben) veröffentlicht, an dem sich auch ihre Kinder Edna und Joram Bejarano beteiligten. Das Album, das unter anderem auch von dem deutschen Independent-Label Mad Butcher Records veröffentlicht wurde, und insbesondere die Konzerte waren ein Erfolg. So wurde das Projekt 2013 mit La Vita Continua fortgesetzt. Innerhalb von nur drei Jahren spielte die Band mehr als 170 Konzerte. 2017 fand eine Kubareise statt, die mit einem Bildband dokumentiert wurde.

## Ehrungen und Auszeichnungen
- Mitbegründerin und Vorsitzende des Internationalen Auschwitz-Komitees
- 1994: Biermann-Ratjen-Medaille, anlässlich ihres 70. Geburtstags
- 2004: Carl-von-Ossietzky-Medaille der Internationalen Liga für Menschenrechte[50]
- 2008: Ehrenvorsitzende der Vereinigung der Verfolgten des Naziregimes[27]
- 2008: Verdienstorden der Bundesrepublik Deutschland, Verdienstkreuz I. Klasse[51][52]
- 2010: Herbert-Wehner-Medaille[53]
- 2012: Clara-Zetkin-Frauenpreis
- 2012: Großes Bundesverdienstkreuz[54]
- 2013: Blue Planet Award der Stiftung Ethik & Ökonomie[55]
- 2014: Giesberts-Lewin-Preis der Kölnischen Gesellschaft für Christlich-Jüdische Zusammenarbeit[56]
- 2014: Ehrenbürgerin der Stadt Saarlouis anlässlich ihres 90. Geburtstages[57]
- 2016: Preis für Solidarität und Menschenwürde des BüSGM[58]
- 2019: Ehrendenkmünze in Gold, verliehen vom Hamburger Senat[59]
- 2020: Benennung der Gemeinschaftsschule in Wiesloch nach ihr[60]
- 2020: Hermann-Maas-Medaille für ihren Einsatz gegen Rassismus und Ausgrenzung sowie ihr politisches Engagement[61]
- 2022: In Koblenz wurde eine Straße nach Esther Bejarano benannt.[62]
- 2022: In Saarlouis wurden der ehemalige Vorplatz der Synagoge[63] und das Kinder-, Jugend- und Familienhaus[64] nach Esther Bejarano benannt.
- 2022: Esther-Bejarano-Haus (Zentrum für Kinder, Jugendliche und Familien) in Saarlouis[65][66]
- 2022: Die Gesamtschule in Freudenberg (Siegerland) wird nach ihr benannt.
- 2023: Die Stadtteilschule Bahrenfeld in Hamburg wird nach ihr benannt.[67]
- 2023: Die KGS Leeste gab sich am 9. November den Beinamen Esther-Bejarano-Schule.[68]
- 2025: In Neu-Ulm wurde ein Platz auf der Donauinsel, auf dem Bejarano von 1938 bis 1939 gelebt hat, nach ihr benannt.[69]

## Zitate
„Ich hatte großes Glück, dass in dem Block, in dem ich übernachtete, eines Abends Frau Tschaikowska, eine polnische Musiklehrerin, nach Frauen suchte, die ein Instrument spielen konnten. Die SS befahl ihr, ein Mädchenorchester aufzustellen. Ich meldete mich, sagte, dass ich Klavier spielen könne. Ein Klavier haben wir hier nicht, sagte Frau Tschaikowska. Wenn du Akkordeon spielen kannst, werde ich dich prüfen. Ich hatte nie zuvor ein Akkordeon in der Hand. Ich musste alles versuchen, um nicht mehr Steine schleppen zu müssen. Ich sagte ihr, dass ich auch Akkordeon spielen könne. Sie befahl mir, den deutschen Schlager Du hast Glück bei den Frauen, Bel Ami zu spielen. Ich kannte diesen Schlager, bat sie um ein paar Minuten Geduld, um mich wieder einzuspielen. Es war wie ein Wunder. Ich spielte den Schlager sogar mit Akkordbegleitung und wurde gemeinsam mit zwei Freundinnen in das Orchester aufgenommen.“

„Aber es kam noch schlimmer. Die SS befahl uns, am Tor zu stehen und zu spielen, wenn neue Transporte ankamen in Zügen, in denen unzählige jüdische Menschen aus allen Teilen Europas saßen, die auf den Gleisen fuhren, die bis zu den Gaskammern verlegt wurden und die alle vergast wurden. Die Menschen winkten uns zu, sie dachten sicher, wo die Musik spielt, kann es ja nicht so schlimm sein. Das war die Taktik der Nazis. Sie wollten, dass all die Menschen ohne Kampf in den Tod gehen. Wir aber wussten, wohin sie fuhren. Mit Tränen in den Augen spielten wir. Wir hätten uns nicht dagegen wehren können, denn hinter uns standen die SS-Schergen mit ihren Gewehren.“

„Ihr habt keine Schuld an dieser Zeit. Aber ihr macht euch schuldig, wenn ihr nichts über diese Zeit wissen wollt. Ihr müsst alles wissen, was damals geschah. Und warum es geschah.“

An Finanzminister Olaf Scholz zur Aberkennung der Gemeinnützigkeit der VVN-BdA:

„Das Haus brennt und Sie sperren die Feuerwehr aus.“

„Wer gegen Nazis kämpft, kann sich auf den Staat nicht verlassen.“

## Schriften (Auswahl)
- Antonella Romeo (Hrsg.): Erinnerungen. Vom Mädchenorchester in Auschwitz zur Rap-Band gegen Rechts. Laika-Verlag, Hamburg 2013, ISBN 978-3-944233-04-8.
- Lieder für das Leben. Curio-Verlag, Hamburg 1995, ISBN 3-926534-84-2.
- Man nannte mich Krümel. Curio-Verlag, Hamburg 1989, ISBN 3-926534-82-6.
- mit Birgit Gärtner: Wir leben trotzdem: Esther Bejarano. Vom Mädchenorchester in Auschwitz zur Künstlerin für den Frieden. 3., korr. und erw. Aufl. Pahl-Rugenstein Verlag, Bonn 2007, ISBN 978-3-89144-353-8.
- La ragazza con la fisarmonica. Dall’orchestra di Auschwitz alla musica Rap. Hrsg. Antonella Romeo, Vorw. Bruno Maida. Mit DVD Esther che suonava la fisarmonica nell’orchestra di Auschwitz. Regie Elena Valsania. Edizioni SEB27 2013, ISBN 978-88-86618-94-6.
- Gedichte und Gerichte. Laika-Verlag, Hamburg 2018, ISBN 978-3-944233-82-6.
- Nie schweigen. Mit Sascha Hellen. Bonifatius Verlag, Hamburg 2022, ISBN 978-3-89710-920-9.

## Diskografie
- S dremlen Feigl ojf di Zwajgn / Vögel träumen auf den Zweigen. Lieder aus dem Widerstand. MMG, 1987.
- Coincidence: Lider fars Lebn – Lieder für das Leben. Oktave Musikverlag, Hamburg 1995.
- Bejarano & Microphone Mafia: Per la Vita. Mad Butcher Records, Al Dente Recordz, 2012.
- Bejarano & Microphone Mafia: La Vita Continua. Al Dente Recordz, 2013.
- Rolle der Pianistin in Die Kinder der toten Stadt – Musikdrama gegen das Vergessen. Lava Jam, 2018.

## Film
- Mut zum Leben – Die Botschaft der Überlebenden von Auschwitz. 2013, Autoren: Christa Spannbauer und Thomas Gonschior[72]
- Esther che suonava la fisarmonica nell’orchestra di Auschwitz. Regia di Elena Valsania, Felìz – Edizioni SEB27, DVD allegato al volume: Esther Béjarano, La ragazza con la fisarmonica. Dall’orchestra di Auschwitz alla musica Rap. A cura di Antonella Romeo, Prefazione di Bruno Maida, Edizioni SEB27, 2013, ISBN 978-88-86618-94-6.[73]
- Die Arier, Dokumentarfilm von Mo Asumang, D 2014
- Esther Bejarano bei Anne Will: Holocaust-Gedenken – wie antisemitisch ist Deutsch?, ARD, 28. Januar 2018
- Esther Bejarano im Interview mit Sven Wurm (IYSSE), WSWS, 10. Februar 2018
- Esther Bejarano – Die Stimme gegen das Vergessen. Interview von Jürgen Meier-Reese, NDR, 60 Minuten, 2021
- Wo der Himmel aufgeht, Bejarano und Microphone Mafia in Kuba, Dokumentarfilm Kuba/BRD 2018[74]
- Esther Bejarano – „Wo Musik spielt, kann es nicht so schlimm sein ...“ in der ARD-Mediathek (44 Min.), abrufbar bis 7. Januar 2030